# Right Now: Live at the Jazz Workshop
| Recensione | Giudizio |
| ---------- | -------- |
| AllMusic   | [ 1 ]    |

Right Now: Live at the Jazz Workshop è un album discografico Live di Charles Mingus, pubblicato dalla casa discografica Fantasy Records nel 1964.

## Tracce
Lato A
1. New Fables – 23:18 (Charles Mingus)

Lato B
1. Meditation (For a Pair of Wire Cutters) – 23:44 (Charles Mingus)

## Musicisti
- Charles Mingus - contrabbasso
- John Handy - sassofono alto (brano: New Fables)
- Clifford Jordan - sassofono tenore
- Jane Getz - pianoforte
- Danny Richmond - batteria

Note aggiuntive
- Registrato dal vivo il 2 e 3 giugno 1964 al The Jazz Workshop di San Francisco, California
- Celia Zaentz - fotografia copertina LP
- Balzer/Shopes - design copertina
- Rachel Sales - note di retrocopertina[2]